# アーマッド・ティー
アーマッドティーとは、英国ハンプシャー州チャンドラーズ・フォードに本社を置く紅茶の会社である。紅茶や緑茶、フレーバーティーやハーブティーなどを含むさまざまなティーバッグやギフトの販売を主力としている。2010年にはロンドンからチャンドラーズ・フォードへ本社が移動された。

## 会社の歴史
アーマッド・ティーは1986年、ラヒーム・アフシャーと彼の兄弟が創業した。会社の名前は彼の父で1950年代に紅茶事業を開始したアーマッド・アフシャーの名前からとられた。
アーマッド・ティーは6大陸・80カ国以上もの国々で広く販売されており、一部のレストランやホテル、専門店やチェーン店などで販売されている。アーマッド・ティーの本社には紅茶に関する博物館が併設されており、地元の人々の癒しとなっている。アーマッド・ティーはイギリスの高級食品組合ザ・ギルド・オブ・ファインフードが開催する食品の国際大会グレート・テイスト・アワード(Great Taste Awards )で数多くの賞を受賞している。
また、アーマッドティーは、お茶業界のサプライチェーン・マネジメントにおける様々な課題に向けて永続的・持続可能な方法で取り組むために、お茶系企業によって設立された非営利団体、エシカル・ティー・パートナーシップに加盟している。
2012年、アーマッド・ティーはUサポート・チャリティーとのパートナーシップのもと、ハンプシャー州にあるブランド・ティールーム「チャリティーズ」に紅茶を寄贈し、その収益を障害児支援に充てる取り組みを行なった。また2013年には、アーマッド・ティー社のイギリス国内での自発的なチャリティー活動やロシア・ウクライナ・マリ・スリランカでの孤児院への支援活動が表彰されエシカル・インベスター・オブ・ザ・イヤー・アワードを受賞した。

## 商品
アーマッド・ティーでは、クラシックティーのみならず、フルーツフレーバーティー・デカフェ・ハーブティー・コールドブリュなどが販売されており、ネットでも買うことができる。以下はその商品の紹介である。
- クラシックティー
  - アールグレイ
    - 柑橘系の果実ベルガモットの香り広がる紅茶。アーマッド・ティーで最も人気の高いブランドである。ストレートティーやミルクティーに適している。

  - ダージリン
    - インド・ダージリン地方の激選された上質な茶葉を使用。繊細で香りの高い味わいが楽しめる。ストレートティーにおすすめ。

  - セイロン
    - スリランカ高地で栽培された茶葉を使用。すっきりとした味わいの茶葉をブレンド。フレッシュな渋みとほのかな甘味が楽しめる。

  - イングリッシュ
    - 渋みとコクのバランスが取れた茶葉に、ベルガモットが隠し味としてブレンドされている。さわやかな香りとほのかな香ばしさを含んだ甘い後味が特徴。ストレートでもミルクでも楽しめる。

  - イングリッシュ・ブレックファースト
    - しっかりとしたコクを含んだフレッシュな味わいが楽しめる。ミルクティーやチャイにピッタリ。

- フルーツフレーバー
  - チャイ
    - ジンジャー・シナモン・クローブ・カルダモンのスパイスが香る。砂糖やハチミツなどの甘味を加えてチャイとして飲むのはもちろん、ストレートでもおすすめ。

  - ピーチ&パッションフルーツ
    - 桃とパッションフルーツのドライフルーツ片が入っているフルーツティー。アイスティーにもおすすめ。

  - レモン&ライム
    - レモンとライムのピールが入っている。レモンティー好きにおすすめ。

  - アップル
    - ドライアップル片入りのフルーツティー。りんご本来の爽やかな香りと味が特徴。砂糖を加えるとりんごの甘みも楽しめる。

  - マンゴー
    - ドライマンゴー片入りのフルーツティー。濃厚なマンゴーの甘い香りとクセのないまろやか味わいが楽しめる。お好みで砂糖やミルクを加えるてもおいしい。

  - ストロベリー
    - ストロベリー片入りのフルーツティー。いちごの甘酸っぱい香りとクセのないまろやかな味わいが特徴。砂糖を加えなくてもほんのりと甘い香りが楽しめる。ミルクを加えてストロベリー・ミルクティーにするのもおすすめ。

## 関連記事
- エシカル・ティー・パートナーシップ（英語版）
- イギリスの紅茶会社一覧（英語版）